# Nesogordonia micrantha
Nesogordonia micrantha är en malvaväxtart som beskrevs av Arenes. Nesogordonia micrantha ingår i släktet Nesogordonia och familjen malvaväxter. Inga underarter finns listade i Catalogue of Life.